# Oh Katharina
Oh Katharina! ist der Titel eines Onestep-Schlagers, den Richard Fall 1924 in Es-dur komponierte. Den Text dazu dichtete der Librettist Fritz Löhner unter seinem Künstlernamen Beda. Das Lied erschien mit dem Untertitel “Grüss dich Gott” beim Wiener Bohème-Verlag Berlin-Wien.

## Hintergrund
In Amerika kam es 1924 als walk-around one-step song or shimmy-foxtrot bei  Fred Wreede European hits pub. co in New York (Leo Feist Inc.) heraus. Dort wurde es in den Tournee-Revuen “Chauve-Souris” (französisch: Fledermaus) des russisch-jüdischen Theaterimpresarios Nikita Balieff eingesetzt. Einen englischen Text verfasste Louis Wolfe Gilbert.
Während der englische Songtext aus dem Lied einen Abmagerungs-Schlager machte, in dem die Angesungene unter Androhung von Liebesentzug dazu aufgefordert wird, schlanker zu werden, lässt Beda im deutschen Text einen finanziell überforderten Mann sein Leid über seine zu anspruchsvolle Partnerin klagen, vor der er zu fliehen im Begriffe ist. Ganz weit weg – nach Cochinchina.

## Kehrreim
Oh Katharina, Oh Katharina!
Ich trink noch einen Kapuziner,
Dann fahr ich fort nach Cochinchina.
Grüss dich Gott, Grüss dich Gott,
Schluss mit Jubel!
Oh Katharina, Oh Katharina!
Auto und Pelz und Kammerdiener,
So viel kann ich doch nicht verdienen.
Grüss dich Gott, Grüss dich Gott,
Schluss!

## Überlieferung
In Deutschland nahmen den Titel nicht nur die populären Tanzorchester von Dajos Béla, Bernard Etté, Efim Schachmeister und Marek Weber, sondern auch das Jazzorchester des schwarzen Pianisten und Bandleaders Sam Wooding gelegentlich seines Berlin-Gastspiels 1925 und die Atlantic Jazz Band von Eric Borchard auf Grammophonplatte auf. Er war auch als Notenrolle für elektrische Klaviere zu haben.
Für Holland und Belgien sang der Entertainer Lou Bandy 1924 eine niederländische Textfassung von “O Katharina” auf Platte.
In Amerika nahmen den Titel Ted Lewis und seine Jazzband bei Columbia und Nat Shilkret mit seinem International Novelty Orchestra bei Victor auf. Für Vocalion spielte ihn Ben Bernie, für Brunswick Carl Fenton ein. In späteren Jahren wurde der Song auch von Eddie Condon (1943) und  Rick Fay's Hot 5 (1989) gecovert.
Eine jiddische Fassung sang am 1. Jänner 1925 der Comedian Charlie Cohan mit Orchesterbegleitung für Victor auf Platte.
Die Melodie hielt sich lange; noch 1928 zitierte sie der Münchener Volkssänger Weiß Ferdl mit einem eigenen Text, in dem er auf das Alkoholverbot in den USA abhebt. Es macht die Amerikaner trotz ihres Reichtums gegenüber den Münchnern zu „armen Planern“, die sich nicht einmal eine Maß Bier kaufen können.

## Notenausgabe
- Oh Katharina! (Grüss dich Gott) Lied und Onestep von Richard Fall, Text von Beda. 3 Bll. Wiener Bohème-Verlag Berlin-Wien, F. Wreede, New York ©1924.
- O, Katharina! : walk-around (one step) song (or shimmy fox-trot), lyric by L. Wolfe Gilbert ; music by Richard Fall ; ukulele acc. by May Singhi Breen. 1 score (5 pages) ;  For voice and piano, with ukulele chord diagrams. E flat major [key]. Double version and "Chauve Souris" version. Verlag:  New York, Leo Feist, ©1924.

## Tondokumente

### Deutsche Aufnahmen
- Oh Katharina (Was liegt da wieder auf dem Tisch...) Onestep (R. Fall) Orchester Bernard Etté. Vox 01608 (Matr. 1802-A)[15]
- Oh Katharina. Onestep (Richard Fall) Bohème-Orchester mit Refraingesang [= uncredited Robert Koppel] Beka 32 341, aufgen. Berlin 8. März 1924
- Oh Katharina. Onestep (Richard Fall) Edith Lorand-Orchester. Beka B.3374 (Matr. 32 293), aufgen. 28. März 1924 Zwarg S. 290.
- Oh Katharina. Onestep (Richard Fall) Dajos Béla Geigen-Primas, Odeon AA 50 056 (Matr. xxBo 8168)
- Oh Katharina. Onestep (Richard Fall) Marek Weber. Parlophon P. 1695-I (Matr. Z 6790), aufgen. 29. März 1924[16]
- Oh Katharina! Onestep von Richard Fall. Efim Schachmeister mit seinem Künstler-Ensemble vom Pavillon Mascotte Berlin. Schallplatte “Grammophon” 19 181 / B 60 362 (Matr. 531 az)
- Oh Katharina. Onestep (Richard Fall) Eric Borchards Atlantic Jazz Band. Schallplatte “Grammophon” 14 941 (Matr. 1701 ax), aufgen. Berlin Juli 1924[17]
- Oh Katharina. Onestep (Richard Fall) Sam Wooding and his orchestra. Vox 01882 (Matr. 2357-A), aufgen. Berlin, Juni 1925[18]

### Amerikanische Aufnahmen
- O Katharina! (from Balieffs “Chauve-Souris”) (Richard Fall - L.Wolfe Gilbert) Billy Murray. Male vocal solo, with orchestra. Victor 18 628-A (Matr. B-32 227), aufgen. 19. März 1925[19]
- O Katharina! (from Balieffs “Chauve-Souris”) (Richard Fall - L.Wolfe Gilbert) International Novelty Orchestra. Refrain: Arthur Hall. Victor 19 586-A (Matr. B-31 759), aufgen. 5. Februar 1925[20]
- Oh Katharina. Onestep (Richard Fall) - Ted Lewis and his band. Columbia 295-D (Matr. 140 374), aufgen. 29. Januar 1925[21]
- Oh Katharina, Fox Trot (Fall) - The Californiacs. Sunset Record 1061, aufgen. 1925[22]
- Oh Katharina, Fox Trot (Fall) - Ben Bernie and his orchestra. Vocalion 14 979 (red label), aufgen. 1925[23]
- Oh Katharina, Fox Trot from Balieff's "Chauve-Souris" (Gilbert - Fall) - Carl Fenton and his orchestra. Brunswick 2835-A[24]
- Notenrolle Ampico 205 871-E, played by Vincent Lopez.[25]